# Maikel van der Vleuten
Maikel Leonardus van der Vleuten (ur. 10 lutego 1988) –  holenderski jeździec sportowy. Srebrny medalista olimpijski z Londynu.
Startuje w skokach przez przeszkody. Zawody w 2012 były jego debiutem na igrzyskach olimpijskich i odniósł największy sukces w karierze, sięgając po srebro olimpijskie w konkursie drużynowym. Startował na koniu Verdi. Holandię w konkursie reprezentowali również Gerco Schröder, Marc Houtzager i Jur Vrieling